# (16392) 1981 EP42
A (16392) 1981 EP42 a Naprendszer kisbolygóövében található aszteroida. Schelte J. Bus fedezte fel 1981. március 2-án.